# Gouvernorat du Koweït
1990–1991
Entités précédentes :
- République du Koweït

Entités suivantes :
- État du Koweït

Le gouvernorat du Koweït, en arabe محافظة الكويت, est un gouvernorat d'Irak qui existe durant la guerre du Golfe entre le 28 août 1990 lorsque la république d'Irak annexe la république du Koweït et le 26 février 1991 lorsque le pays est libéré par une coalition internationale.
Le gouvernorat correspond à la moitié méridionale du Koweït, sa partie septentrionale, incluant l'île de Bubiyan, constituant le district de Saddamiyat al-Mitla' (en) intégré au gouvernorat d'Al-Basra.